# Чажастый, Влодзимеж
Влодимеж Чажастый (пол. Włodzimierz Czarzasty; род. 3 мая 1960, Варшава) — польский предприниматель и политик. Сооснователь коалиции политических партий «Левые», сопредседатель партии Новые левые с 2021 года, последний председатель Союза демократических левых сил, депутат и вице-маршал Сейма IX и X созывов.

## Биография

### Ранние годы и образование
Влодзимеж Чажастый родился 3 мая 1960 года в Варшаве.
Окончил факультет журналистики и политических наук Варшавского университета. Во время учёбы был председателем студенческого совета Ассоциации польских студентов Варшавского университета.

### Начало политической деятельности
В 1983 году вступил в Польскую объединенную рабочую партию и оставался в ней до 1989 года.
В 1989 присоединился к Гражданскому движению «Демократическое действие».
На Парламентских выборах 1997 года в Польше безуспешно баллотировался в Сейм Польши от коалиции Союза демократических левых сил.
В 2006 избран председателем Ассоциации «Ордынацкая» (пол. Stowarzyszenie «Ordynacka»). Занимал эту должность до 2017 года.

### Работа на радио и телевидении
До 1998 года был членом наблюдательного совета Польского радио.
В мае 1999 года Президент Польши Александр Квасьневский назначил Чажастого членом Национального совета по телерадиовещанию. С марта 2000 по август 2004 года он был секретарëм Совета. Ушел в отставку с этой должности в январе 2005 года.
В 2002 Чажастый фигурировал как возможный соучастник т. н. Аферы Рывина, но обвинения ему так и не были предоставлены.

### Дальнейшая политическая деятельность
В 2010 году Чажастый стал членом Союза демократических левых сил.
С 2012 по 2016 год возглавлял Мазовецкое отделение Союза демократических левых сил, сменив Катажину Пекарскую.
На Парламентских выборах в 2015 году баллотировался в Сейм от плоцкого списка Объединëнных левых, но партия не смогла преодолеть 8-процентный барьер.
23 января 2016 года на партийном съезде Союза демократических левых сил избран председателем вместо Лешека Миллера.
На Местных выборах в Польше 2018 года безуспешно баллотировался в Сеймик Мазовецкого воеводства.
В 2019 году был одним из лидеров Европейской коалиции.

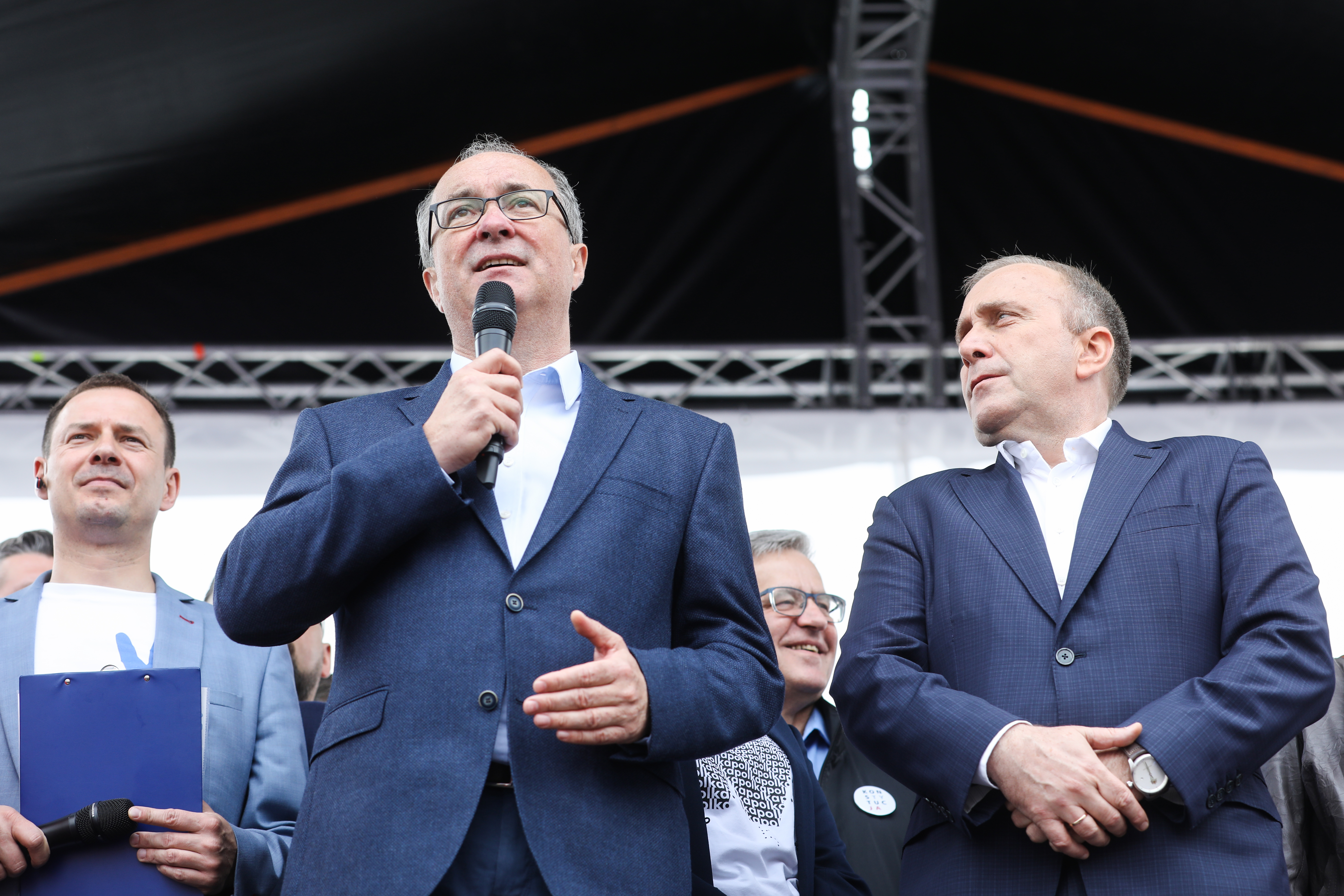
Лидеры Европейской коалиции Влодзимеж Чажастый и Гжегож Схетына

В июле 2019 года вместе с Робертом Бедронем (лидером партии Wiosna) и Адрианом Зандбергом (один из лидеров Левых вместе) основал коалицию «Lewica» с целью участия в Парламентских выборах 2019 года. На этих выборах Влодимеж Чажастый получил 31 244 голоса и получил место в Сейме.
На первой сессии IX созыва Сейма Чажастый был избран вице-маршалом.
9 октября 2021 года он, вместе с Робертом Бедронем, основал новую партию Новые левые и стал её сопредседателем.
На выборах 2023 года он успешно баллотировался на переизбрание в парламент, набрав 22 332 голоса. 13 ноября того же года он был избран заместителем маршала Сейма под руководством Шимона Холовни. 

## Предпринимательская деятельность
В 1990—2000 годах вместе с женой владел издательством «Муза». В 2006—2011 годах Чажастый являлся совладельцем издательства «Вильга».